# Stadsarkitekter i Jönköping

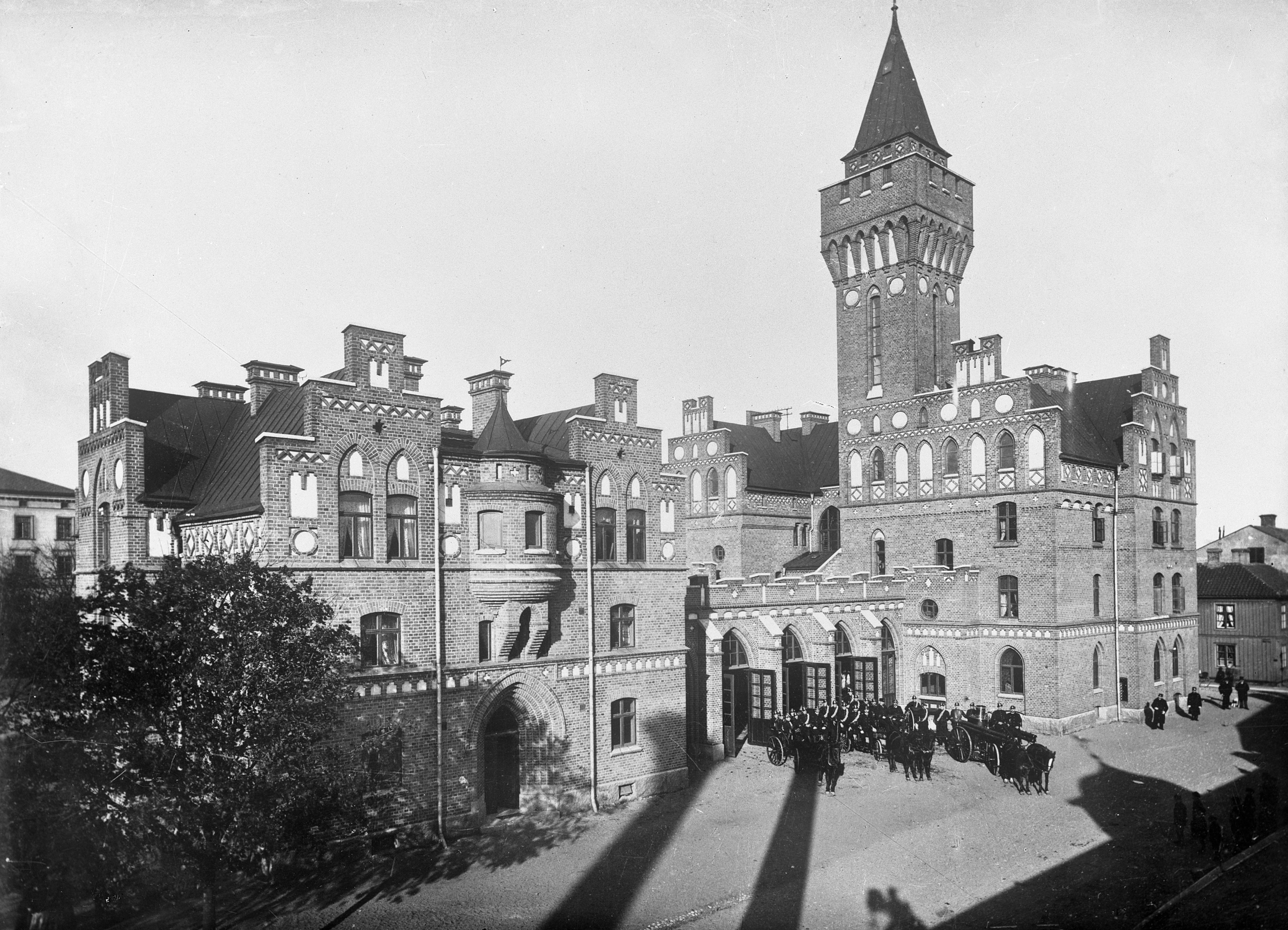
Fredrik Sundbärg, första stadsarkitekten i Jönköping, ritade bland annat gamla brandstationen.

Den första stadsarkitekten i Jönköping, Fredrik Sundbärg, tillträdde befattningen i Jönköpings stad 1891. Han var den första stadsarkitekten såväl i Jönköpings stad som i Jönköpings län. Han ersattes av August Atterström, som stannade på positionen från 1901 till sin död 1930.
Dessförinnan hade staden, sedan 1600-talets slut, haft flera stadsbyggmästare, som ofta var snickare eller byggmästare i grunden. Sundbärg var dock den första med titeln stadsarkitekt. Uppdraget innebar vid den tiden att granska bygglov och att föredra dem för stadens byggnadsnämnd. Han fick också, mot särskild ersättning, uppdrag att rita vissa kommunala byggnader och anläggningar. Ett exempel på en sådan byggnad är Jönköpings gamla brandstation.
I länet tillsatte bland annat Nässjö stad, Eksjö stad, Huskvarna stad, Värnamo stad, Vetlanda stad, Sävsjö stad och Gränna stad i rask takt stadsarkitekter. När Bengt Svahn tillträdde posten i Sävsjö 1955 hade samtliga länets städer stadsarkitekter.
Från 1900-talets mitt hade stadsarkitekterna en stark och viktig position i plan- och byggprocessen. Deras ställning stärktes i en rad plan- och bygglagstiftningar, men med Plan- och bygglagen från 1987 avskaffades det formella kravet på att ha en stadsarkitekt.

## Lista över stadsarkitekter i Jönköpings tre städer
Dessa listor omfattar Jönköpings tidigare städer Jönköpings stad, Huskvarna stad och Gränna stad.

### Gränna stad
| Nr | Namn             | År        | Porträtt | Exempel på byggnad   |
| -- | ---------------- | --------- | -------- | -------------------- |
| 1  | Helmer Flensborn | 1948–1968 |          | Kvarteret Lärksången |

### Huskvarna stad
| Nr | Namn             | År        | Porträtt | Exempel på byggnad               |
| -- | ---------------- | --------- | -------- | -------------------------------- |
| 1  | Bengt Holmstrand | 1944–1948 |          |                                  |
| 2  | Helmer Flensborn | 1948–1968 |          | Alfred Dalinskolans tillbyggnad. |
| 3  | Rolf Ahlberg     | 1968–1971 |          |                                  |

### Jönköpings stad
| Nr | Namn              | År        | Porträtt | Exempel på byggnad            |
| -- | ----------------- | --------- | -------- | ----------------------------- |
| 1  | Fredrik Sundbärg  | 1891–1901 |          | Jönköpings gamla brandstation |
| 2  | August Atterström | 1901–1930 |          | Per Brahegymnasiet            |
| 3  | Göran Pauli       | 1931–1940 |          | Bymarkskyrkan                 |
| 4  | Gösta Planck      | 1941–1953 |          | Junegårdens äldreboende       |
| 5  | Bengt Palmberg    | 1953–1971 |          | Rosenlundshallen              |

## Lista över stadsarkitekter i Jönköpings kommun
Den här listan omfattar Jönköpings kommun efter kommunreformen i Sverige 1971.
| Nr | Namn                   | År      | Exempel på byggnad |
| -- | ---------------------- | ------- | ------------------ |
| 1  | Ingemar Thorsén        | ? –1991 |                    |
| 2  | Bengt Mattias Carlsson | 2017–   |                    |